# Monts Watagan
Les monts Watagan, en anglais Watagan Mountains, sont une chaîne de montagnes localisée sur la côte est de la Nouvelle-Galles du Sud en Australie. Elles se situent entre la Hunter River Catchment et les lacs Tuggerah. Les Watagans sont un lieu de tourisme populaire près de Newcastle et de Sydney. Elles sont recouvertes d'une forêt épaisse avec quelques aires de campement. Il y a aussi divers circuits de randonnée avec des niveaux de difficultés variables. Les visiteurs doivent être responsables envers l'environnement car la majeure partie des Watagans sont dans un parc national australien.

## Référence
- (en) Cet article est partiellement ou en totalité issu de l’article de Wikipédia en anglais intitulé « Watagan Mountains » (voir la liste des auteurs).